# Dance of Death
Dance Of Death je třináctým studiovým albem britské heavymetalové kapely Iron Maiden. Album bylo vydáno 8. září 2003 a umístilo se na druhém místě britského žebříčku.
Z alba vzešly dva singly. Prvním singlem se stala úvodní píseň „Wildest Dreams“. Druhým singlem se stala píseň „Rainmaker“. Dvě písně z alba vznikly na základě historických událostí. První skladbou s historickým podkladem je „Montségur“, pojednávající o zmasakrování katarů na francouzském hradě Montségur v roce 1244. Druhá píseň pojednávající o historii je „Paschendale“. Pro tuto skladbu se námětem stala flanderská vesnice Passendale (psáno též Passchendaele), u které během první světové války proběhlo několik bitev.

## Seznam skladeb
Pokud není uvedeno jinak, autorem všech skladeb je Steve Harris.
| Pořadí | Název             | Autor                           | Délka |
| ------ | ----------------- | ------------------------------- | ----- |
| 1.     | Wildest Dreams    | Adrian Smith                    | 3:52  |
| 2.     | Rainmaker         | Dave Murray, Bruce Dickinson    | 3:48  |
| 3.     | No More Lies      |                                 | 7:22  |
| 4.     | Montségur         | Janick Gers, Dickinson          | 5:50  |
| 5.     | Dance of Death    | Gers                            | 8:36  |
| 6.     | Gates of Tomorrow | Gers, Dickinson                 | 5:12  |
| 7.     | New Frontier      | Nicko McBrain, Dickinson, Smith | 5:04  |
| 8.     | Paschendale       | Smith                           | 8:28  |
| 9.     | Face in the Sand  | Smith, Dickinson                | 6:31  |
| 10.    | Age of Innocence  | Murray                          | 6:10  |
| 11.    | Journeyman        | Smith, Dickinson                | 7:07  |

## Sestava
- Bruce Dickinson – zpěv
- Dave Murray – kytara
- Janick Gers – kytara
- Adrian Smith – kytara, doprovodný zpěv
- Steve Harris – baskytara, doprovodný zpěv, klávesy
- Nicko McBrain – bicí